# Бобровицкий сахарный завод
Бобровицкий сахарный завод (укр. Бобровицький цукровий завод) — предприятие пищевой промышленности в городе Бобровица Бобровицкого района Черниговской области Украины.

## История
Прошедшая через волостной центр Бобровицы линия Курско-Киевской железной дороги способствовала вовлечению Козелецкого уезда Черниговской губернии в экономику страны.
В 1897 году помещик П. П. Катеринич с участием нескольких пайщиков построил здесь сахарный завод, который был полностью введён в строй в 1900 году и производил за сезон более 800 пудов сахара.
После начала Первой мировой войны 2 августа 1914 года был введён запрет на производство и продажу спиртных напитков и положение завода осложнилось в связи с сокращением закупок сахара для производства спирта, а также из-за мобилизации части работников и крестьян в действующую армию (это привело к сокращению посевов сахарной свеклы, которая служила сырьем для производства сахара).
После Февральской революции в начале марта 1917 года в Бобровице возник Совет рабочих и крестьянских депутатов, на сахарном заводе был избран рабочий комитет, но предприятие осталось в собственности владельца.
В начале декабря 1917 года в Бобровицах была провозглашена Советская власть (фактически установленная в январе 1918 года, когда Совет начал подготовку к разделу земли, а на сахарном заводе рабочий комитет установил контроль над производством). Во время гражданской войны завод не функционировал, но после окончания боевых действий был национализирован, передан в ведение главного управления сахарной промышленности «Главсахар» наркомата пищевой промышленности, восстановлен и возобновил работу. При заводе была создана библиотека, насчитывавшая свыше 3 тыс. книг (в основном, технической литературы).
Для обеспечения потребностей завода в сахарной свекле в 1921 году на базе помещичьей экономии был создан свеклосовхоз им. Дзержинского.
В 1927 году завод производил 59 тонн сахара в сутки.
В ходе боевых действий Великой Отечественной войны и немецкой оккупации предприятие было разрушено, но в соответствии с четвёртым планом восстановления и развития народного хозяйства СССР был восстановлен. По состоянию на начало 1950 года сахарный завод имени Дзержинского вновь стал крупнейшим предприятием райцентра.
В 1952 году восстановление завода было полностью завершено, а после завершения обновления оборудования и реконструкции в 1959 году перерабатывающая мощность предприятия была увеличена до 700 тонн сахарной свеклы в сутки.
В 1971 году завод перерабатывал до 1100 тонн сахарной свеклы в сутки и произвел 15 тыс. тонн сахара-песка.
В целом, в советское время завод входил в число ведущих предприятий города.
После провозглашения независимости Украины завод перешёл в ведение Государственного комитета пищевой промышленности Украины.
В июле 1995 года Кабинет министров Украины включил завод в перечень предприятий, подлежащих приватизации в течение 1995 года. В дальнейшем, государственное предприятие было преобразовано в открытое акционерное общество.